# Schifflange
Schifflange (lb. Schëffleng, niem. Schifflingen) − miejscowość i gmina (gemeng / commune / Gemeinde) w południowym Luksemburgu, w kantonie Esch-sur-Alzette. Do 3 października 2015 jako miasto leżało w dystrykcie Luksemburg. Siedziba administracyjna gminy znajduje się w miejscowości Schifflange. Liczy 11 363 mieszkańców (1 stycznia 2023).  

## Podział administracyjny
Do gminy należą trzy miejscowości, w tym jeden (Uertschaft) oraz dwa lieu-dit:
1. Ferme Dumont (Dumongshaff / Dumontshof), lieu-dit
2. Neumühle (Neimillen), leu-dit
3. Schifflange (Schëffleng / Schifflingen)

## Współpraca
Miejscowość partnerska:
- Drusenheim, Francja